# والي بيرغ
والي بيرغ (بالإنجليزية: Wally Berg)‏ هو متسلق الجبال أمريكي، ولد في 1955.